# Orthopristis lethopristis
Orthopristis lethopristis is een  straalvinnige vissensoort uit de familie van grombaarzen (Haemulidae). De wetenschappelijke naam van de soort is voor het eerst geldig gepubliceerd in 1889 door Jordan & Fesler.
De soort staat op de Rode Lijst van de IUCN als Onzeker, beoordelingsjaar 2007.